# 斯皮丘瓦捷
51°51′17″N 32°22′43″E / 51.85472°N 32.37861°E
斯皮丘瓦捷（烏克蘭語：Спичувате），是烏克蘭北部的村莊，隸屬切爾尼希夫州的科留基夫卡區。該村面積0.01平方公里，海拔高度151米，2001年人口2，人口密度每平方公里222.2人。